# SVU (fucile di precisione)
Il Dragunov SVU (in russo Снайперская винтовка укороченная, Snayperskaya Vintovka Ukorochennaya - fucile di precisione corto) è una versione bullpup del fucile Dragunov. Lo SVU è stato sviluppato per soddisfare le esigenze delle forze di sicurezza del Ministero russo degli affari interni, tra cui l'OMON.
È più corto rispetto all'arma base e comprende un silenziatore e di norma un mirino telescopico.
La versione SVU-A (A per Avtomat), è la versione a fuoco selettivo auto/semiauto con cadenza di 650 colpi/min.